# Сивеж (приток Кисти)

Сивеж — река в России, протекает в Парфеньевском и Чухломском районах Костромской области. Устье реки находится в 47 км по левому берегу реки Кисть. Длина реки составляет 15 км.
Река берёт начало в лесах в 39 км к северо-западу от Парфеньева и в 26 км к юго-востоку от посёлка Судай. Течёт на северо-восток, первые километры расположены в Парфеньевском районе, остальное течение — в Чухломском. Всё течение реки походит по ненаселённому лесному массиву.

## Данные водного реестра
По данным государственного водного реестра России относится к Верхневолжскому бассейновому округу, водохозяйственный участок реки — Унжа от истока и до устья, речной подбассейн реки — Бассей притоков Волги ниже Рыбинского водохранилища до впадения Оки. Речной бассейн реки — (Верхняя) Волга до Куйбышевского водохранилища (без бассейна Оки).
По данным геоинформационной системы водохозяйственного районирования территории РФ, подготовленной Федеральным агентством водных ресурсов:
- Код водного объекта в государственном водном реестре — 08010300312110000015044
- Код по гидрологической изученности (ГИ) — 110001504
- Код бассейна — 08.01.03.003
- Номер тома по ГИ — 10
- Выпуск по ГИ — 0